# Communes de la province de Sondrio
- Haut – A
- B
- C
- D
- E
- F
- G
- H
- I
- J
- K
- L
- M
- N
- O
- P
- Q
- R
- S
- T
- U
- V
- W
- X
- Y
- Z

## A
- Albaredo per San Marco
- Albosaggia
- Andalo Valtellino
- Aprica
- Ardenno

## B
- Bema
- Berbenno di Valtellina
- Bianzone
- Bormio
- Buglio in Monte

## C
- Caiolo
- Campodolcino
- Caspoggio
- Castello dell'Acqua
- Castione Andevenno
- Cedrasco
- Cercino
- Chiavenna
- Chiesa in Valmalenco
- Chiuro
- Cino
- Civo
- Colorina
- Cosio Valtellino

## D
- Dazio
- Delebio
- Dubino

## F
- Faedo Valtellino
- Forcola
- Fusine

## G
- Gerola Alta
- Gordona
- Grosio
- Grosotto

## L
- Lanzada
- Livigno
- Lovero

## M
- Madesimo
- Mantello
- Mazzo di Valtellina
- Mello
- Menarola
- Mese
- Montagna in Valtellina
- Morbegno

## N
- Novate Mezzola

## P
- Pedesina
- Piantedo
- Piateda
- Piuro
- Poggiridenti
- Ponte in Valtellina
- Postalesio
- Prata Camportaccio

## R
- Rasura
- Rogolo

## S
- Samolaco
- San Giacomo Filippo
- Sernio
- Sondalo
- Sondrio
- Spriana

## T
- Talamona
- Tartano
- Teglio
- Tirano
- Torre di Santa Maria
- Tovo di Sant'Agata
- Traona
- Tresivio

## V
- Val Masino
- Valdidentro
- Valdisotto
- Valfurva
- Verceia
- Vervio
- Villa di Chiavenna
- Villa di Tirano